# Barmer Ruhmeshalle

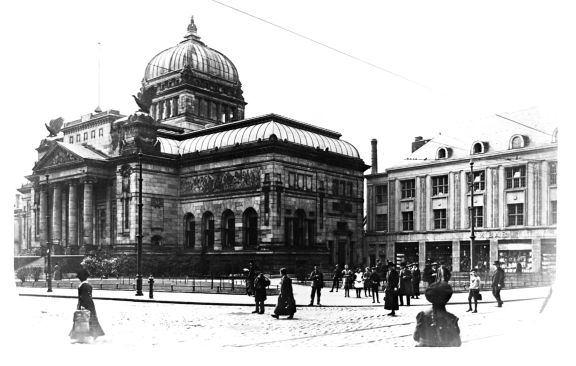
Historisches Foto der Barmer Ruhmeshalle, um 1900

Die Barmer Ruhmeshalle (zeitgenössisch offiziell Kaiser Wilhelm- und Friedrich-Ruhmeshalle) ist ein historisches Gebäude im Wuppertaler Stadtteil Barmen und trägt seit dem Wiederaufbau den Namen Haus der Jugend. Das Gebäude beherbergt heute die Kunsthalle Barmen, den Live Club Barmen (LCB) und eine Stadtteilbibliothek der Stadtbibliothek Wuppertal.

## Bau
Der Bau, der zwischen 1897 und 1900 im Stil der Neorenaissance vom Architekten Erdmann Hartig errichtet wurde, besteht aus Kordeler Sandstein. Die Sockelzone und die Freitreppe wurden in Granit ausgeführt. Das architektonische Vorbild des Mehrzweckbaues war das Berliner Reichstagsgebäude, das sich auch mit der Glaskuppel mit einer quadratischen Grundfläche ausdrückte. Der vorgelagerte Säulen-Portikus der Vorhalle war der dominierende Bauteil der 53 Meter langen Front. Weiter arbeiteten die Bilderhauer Joseph Hammerschmidt, August Zurstrassen und Wilhelm Giesecke an der Fassade. Sie gestalteten das Giebelfeld über der Eingangstreppe und die Figurenfriese der Seitenflügel mit Szenen zur deutschen Einheit aus der preußischen Geschichte.
Hinter der Vorhalle lag die eigentliche Ruhmeshalle mit den drei Kaiser-Statuen, die von den Bildhauern Karl Begas, Johannes Boese und Emil Cauer d. J. geschaffen wurden. Die seitlichen Räume wurden unterschiedlich genutzt, allein die sieben Räume im ersten Obergeschoss waren dem Museumsverein vorbehalten.

## Geschichte

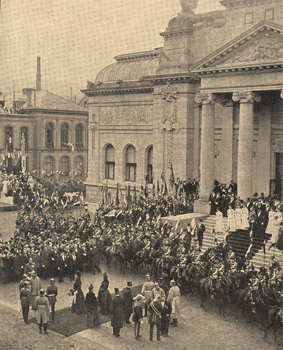
Historisches Foto der Barmer Ruhmeshalle, zur Einweihung

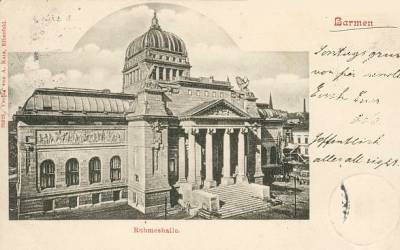
Historische Ansichtskarte der Barmer Ruhmeshalle, um 1900

Der Barmer Kunstverein, der 1866 gegründet wurde, bemühte sich von Anfang an um Ausstellungsräume. Zunächst konnten die Werke des Vereins im Gesellschaftshaus der „Concordia“ am Werth ausgestellt werden. Als diese in einen Neubau umzog, wurde die Idee des Baues einer Kunsthalle geboren und 1886 wurde für die Finanzierung dazu ein Fonds eingerichtet. Im Dreikaiserjahr (1888) beschloss die Barmer Stadtverwaltung den Bau einer Ruhmeshalle zu Ehren Kaiser Wilhelms I. und Kaiser Friedrichs III. und stellte dazu das Grundstück zur Verfügung. Die Finanzierung erfolgte dann durch die Barmer Bürgerschaft. 1895 wurde ein Architekturwettbewerb ausgeschrieben, den der Barmer Architekt Erdmann Hartig gewann. Der Direktor der Barmer Kunstgewerbeschule konnte sich gegen 57 andere eingereichte Entwürfe durchsetzen. Nach einer dreijährigen Bauzeit wurde der Bau mit dem damaligen offiziellen Namen „Kaiser-Wilhelm-und-Friedrich-Ruhmeshalle“ am 24. Oktober 1900 von Kaiser Wilhelm II. unter großer Anteilnahme der Bevölkerung eingeweiht.
Unter dem Kunsthistoriker Richart Reiche, der das Amt des Konservators des Kunstvereins 1907 angenommen hatte, wurden Werke der Moderne gezeigt. So wurden in den Jahren 1909 und 1911 zwei „Sonderbund-Ausstellungen“ sowie 1910 die Neue Künstlervereinigung München, die Vorgängerin des „Blauen Reiters“, der Öffentlichkeit präsentiert. Einzelausstellungen zu Franz Marc, Alexej von Jawlensky und Emil Nolde wurden im selben Jahr gezeigt und 1912 folgten Ausstellungen von Adolf Erbslöh und Marianne von Werefkin. Mit den Werken von August Macke wurde Barmen 1913 zu einer Hochburg des Expressionismus. So besaß der Barmer Kunstverein Ende der 1920er Jahre eine der bedeutendsten und angesehensten Sammlungen moderner Kunst. Aus diesem Bestand wurden 1937 in der Nazi-Aktion „Entartete Kunst“ nachweislich 94 Werke von Jankel Adler, Wladimir Georgijewitsch Bechtejew, Josef Albert Benkert, Hanns Bolz, Walther Bötticher, Max Burchartz, Marc Chagall, Heinrich Maria Davringhausen, Walter Dexel, Otto Dix, Hans Christof Drexel, Adolf Erbslöh, Conrad Felixmüller, Willi Geiger, Pierre Girieud, Johannes Greferath, Erich Heckel, Jacoba van Heemskerck, Karl Hofer, Hermann Hundt, Willy Jaeckel, Andrej Jawlensky-Nesnakomow (1902–1984), Alexej von Jawlensky, Wassily Kandinsky, Alexander Kanoldt, Georges Kars, Anton Kerschbaumer, Paul Klee, Emmy Klinker, Walter Albert Lindgens (1883–1978), August Macke, Franz Marc, Ludwig Meidner, Carlo Mense, Heinrich Meyer-Egg, Wilhelm Morgner, Georg Muche, Otto Mueller, Wilhelm Nagel, Kurt Nantke, Heinrich Nauen, Max Oppenheimer, Richard Paling, Max Pechstein, Max Peiffer Watenphul, Ewald Platte, Anton Räderscheidt, Franz Radziwill, Ferdinand Röntgen, Wilhelm Schmid (1892–1971), Arnold Schmidt-Niechiol, Karl Schmidt-Rottluff, Karl Schwesig, Franz Wilhelm Seiwert, Arnold Topp, Eberhard Viegener, Gustav Heinrich Wolff und Adolf Wüster (1888–1972) beschlagnahmt. Viele wurden danach vernichtet.
Mit der Vereinigung der Städte Barmen und Elberfeld zu Doppelstadt Elberfeld-Barmen 1929 (ab 1931 offiziell Wuppertal) blieb die Ruhmeshalle selbständig.
Am 31. Dezember 1939 ereignete sich ein spektakulärer Unfall, als eine Turbine des Heizkraftwerks Barmen im laufenden Betrieb auseinanderbrach und Trümmer in die mehrere hundert Meter entfernte Ruhmeshalle einschlugen. Es wurde dabei die Glaskuppel beschädigt, Verletzte gab es jedoch nicht.
Im Zweiten Weltkrieg wurden mit dem Luftangriff auf Barmen in der Nacht vom 29. zum 30. Januar 1943 der Kuppelbau und die Sammlung nahezu völlig zerstört; das Gebäude brannte aus. Die Betreuung übernahm das Städtische Museum, während sich der Kunstverein am 21. April 1946 mit dem Elberfelder Museumsverein, der das Von der Heydt-Museum betrieb, zum Kunst- und Museumsverein (KMV) zusammenschloss. Die Kunstwerke wurden während des Krieges 1943 ausgelagert, trotzdem waren die Verluste durch Brand, Diebstahl und Beschlagnahme sehr groß. Die verbliebenen Reste beider Sammlungen wurden im Elberfelder Von-der-Heydt-Museum zusammengefasst.

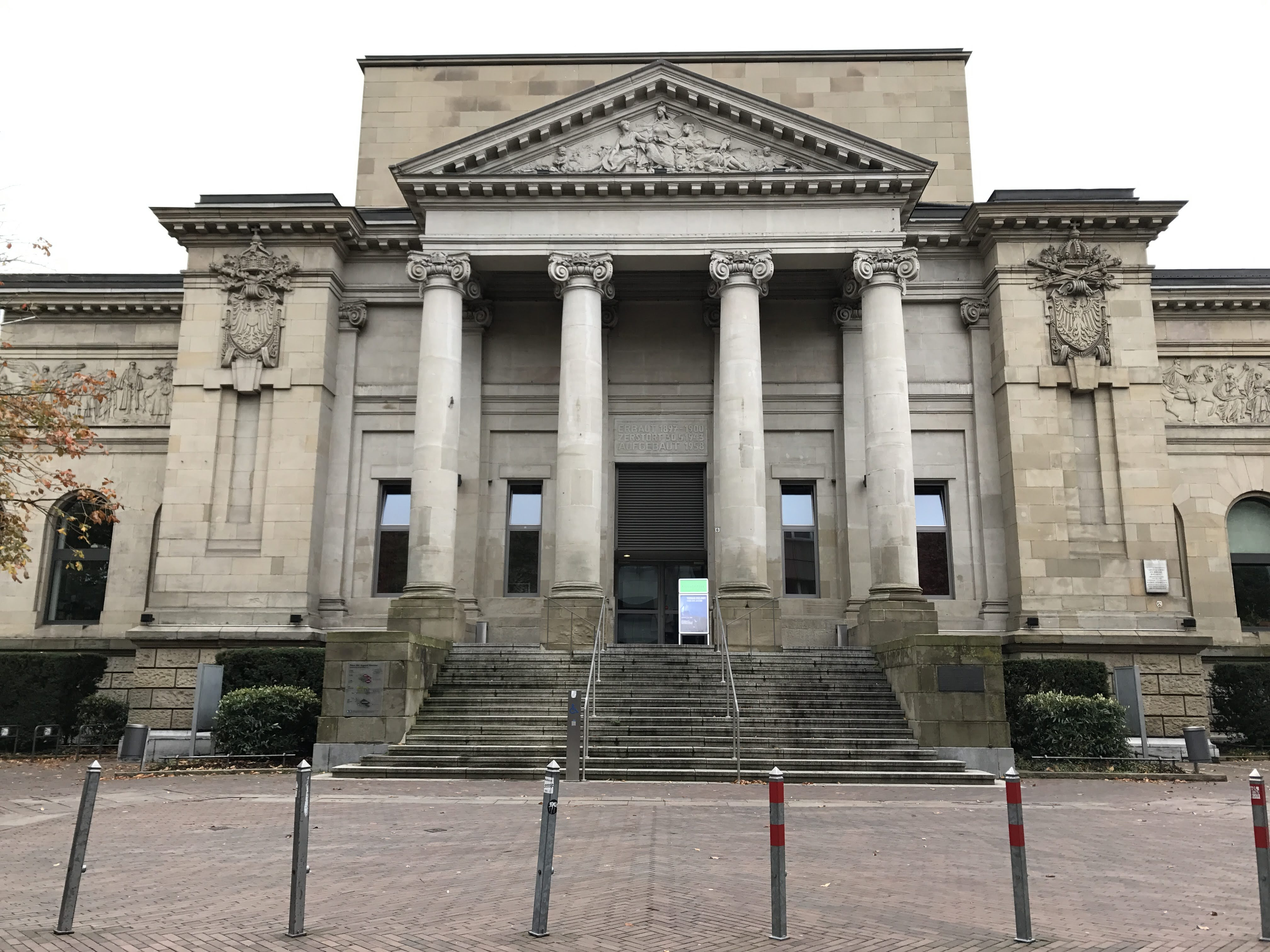
Die in den 1950er-Jahren wieder hergerichtete Ruhmeshalle, 2017

In den 1950er-Jahren wurde die Ruhmeshalle, nachdem sie über zehn Jahre als Ruine leergestanden hatte, wieder aufgebaut. Am 21. Juni 1958 wurde sie unter dem Namen Haus der Jugend wiedereröffnet, wobei die innere Struktur neu gestaltet wurde. Auf eine Rekonstruktion der Kuppel verzichtete man ebenso wie auf die großen Steinadler auf dem Dach. Auch die Kaiser-Standbilder sind heute nicht mehr erhalten, da sie in der Nachkriegszeit zerstört wurden. Ein Anbau für die Bibliothek entstand im Jahr 1965. Trotz der umfangreichen Veränderungen im Innern und im Dachbereich steht das Gebäude seit 1985 unter Denkmalschutz.
2001 drohte die Stadt die Kunsthalle aus finanziellen Gründen zu schließen, denn 200.000 Besucher im Jahr seien nicht genug, um rentabel zu arbeiten.
Noch bis 2011 mussten Brandschutzmängel beseitigt werden, deren Finanzierung sich aber als kompliziert herausstellte. Beantragte Fördergelder in Höhe von 5,2 Millionen Euro zur Finanzierung des notwendigen Umbaus und weiterer Modernisierungen wurden vom Land Nordrhein-Westfalen erst spät bewilligt. Zuvor wurde schon 2006 die Priorität der Modernisierung zur Regionale 2006 zurückgestuft. Lediglich 1,1 Millionen Euro standen im Haushalt der Stadt bereit, mit denen aber nur die Brandschutzmängel beseitigt werden können. Die Verbesserung der provisorischen Raumaufteilung konnte dabei nicht berücksichtigt werden. Der Anbau, in dem Teile der Bibliothek untergebracht war, wurde bis 2011 zurückgebaut. Im April wurde das Haus der Jugend wiedereröffnet.

## Heutige Nutzung
Heute befinden sich am Geschwister-Scholl-Platz das Haus der Jugend als Schwerpunkthaus Kinder- und Jugendkultur mit dem Liveclub Barmen (LCB) mit einem großen soziokulturellen Programm und den Satelliten Jugendcafé an der Höhne und dem Kuki-Café in der Schuchardstr., die Ausstellungsräume der Kunsthalle Barmen und, wie auch früher schon, die Barmer Stadtteilbibliothek. Die Funktion einer Ruhmeshalle übt das Gebäude nicht mehr aus.
Aktuelle Zahlen des Hauses der Jugend und LCB weisen jährlich rund 650 Veranstaltungen aus mit knapp 60.000 Besuchern. Zu den Aufgaben gehören:
- Kindertheater, Schnipselkino, Präventionstheater für Schulklassen in Kooperation mit dem Kinder- und Jugendschutz zu unterschiedlichen Themen (Mobbing, Cybermobbing, Rechtsextremismus, Rassismus, Sucht, Lover-Boys etc.)
- Es finden Jugendtheatergruppen, Tanzgruppen,  Kindertrödelmarkt, eine monatliche Kinderdisco in Kooperation mit dem Kuki-Café, jährlich eine Kinderkarneval-Party sowie eine Kinder-Halloween-Party statt. Des Weiteren gibt es Jugendpartys, queere Jugendpartys, „Mama geht tanzen“ (ein Format für Mütter von 20:00 bis 23:00 Uhr), Salsa in der City, ein Sommerferienprogramm mit Workshops, 4× Kindertheater auf der Hardt umsonst und draußen und vielem mehr.
- Soziokulturelle Veranstaltungen, wie Konzerte, Lesungen, Comedy, Kabarett, Schulkabarett (Kabarettungsdienst Johannes-Rau-Gymnasium), Unipop sind fester Bestandteil.
- Ein weiterer wichtiger Baustein ist die Förderung Wuppertaler Künstler.
- Einmal jährlich findet eine Woche lang das Junge Theaterfestival Wuppertal statt, eine Theaterwoche mit langer Tradition, eine Woche lang zeigt es, was junge Menschen – von Grundschülern bis zu den Young Adults – ganz unterschiedlich in Theaterkursen, -klassen oder -clubs erarbeitet haben.
- Durch die Mitgliedschaft in der Veranstaltergemeinschaft the bowl zeigt das Haus der Jugend/LCB Konzerte in der Stadthalle, bspw. BAP, Rock meets Classic, Versengold, Dr.Mark Benneke etc. Darüber hinaus ist es Mitveranstalterin des Feuertal-Festivals auf der Hardt, das in 2025 sein 20-jähriges Jubiläum feiert.
- Kooperationen mit dem Jugendrat, dem Integrativen Tanztheater, der Bergischen Musikschule sind ebenfalls Bestandteil der Arbeit im Haus. Durch Kooperation mit mehreren Schulen ist es Veranstaltungsort für 10er Abschlüsse.
- Regelmäßige Mitwirkung bei Veranstaltungen des FB Jugend & Freizeit wie dem Kinder- und Familienfest auf der Hardt, dem Kinderferienzirkus, dem Miteinanderfest OT Höhe, dem Gläsernen Jugendzentrum und dem Young Hardt Festival gehören ebenso zum Portfolio. Bei Verfügbarkeit ist das Haus der Jugend immer wieder Veranstaltungsort unterschiedlicher interner Veranstaltungen der Stadt Wuppertal. Kooperationen und Netzwerkarbeit mit unterschiedlichen Trägern wie Jugendring, Urbaner Kunstraum Wuppertal, Stadtbibliothek, Medienprojekt, Steuerungsgruppe Kulturelle Bildung, Kultursekretariat, Barmen urban, Barmer Adventskalender… und die Mitwirkung beim CSD in Wuppertal runden das Programm ab.
- Im zum Haus gehörenden Kuki-Café gibt es Mo-Do Nachmittag ein Kinder-Kulturprogramm.
- Der weitere Satellit Jugendcafé hat von Dienstag – Samstag zwischen 16:00 und 20:00 Uhr geöffnet.

Ab Oktober 2024 wurde die Kunsthalle Barmen von der Bergischen Universität Wuppertal in Kooperation mit der Stadt für drei Jahre reaktiviert. Die Leitung auf Seiten der Universität mit ihrer Kernaufgabe der Vermittlung übernahm Katja Pfeiffer, künstlerische Leiterin wurde Isabelle Meiffert. Die Auftaktausstellung „Shared Spaces“ eröffnete am 18. Oktober 2024 und schloss den Vorplatz mit ein.
Ein Fokus der Kunsthalle Barmen liegt auf innovativen Vermittlungsansätzen durch die Universität. Im „Kunsthalle Barmen LAB“, einem Labor für kulturelle Bildung, werden Stadtbevölkerung, Anwohner und Studierende der Universität in unterschiedlichen Formaten und Programmen zusammengeführt. Mit der Wiedereröffnung der Kunsthalle sollen regelmäßig Veranstaltungen angeboten werden, die Familien, Anwohner, Gäste und Passanten einladen, die Kunsthalle kennenzulernen.